# 大津祐樹
大津祐樹（1990年3月24日—），日本足球運動員，司職進攻中場，現效力日乙球隊磐田喜悅，前日本國家足球隊成員。

## 俱乐部生涯
大津祐树生于日本茨城县，在大他2岁的哥哥的影响下，在小学三年级开始接触足球。初中时进入鹿岛鹿角在茨城县北部设立的梯队训练，由于无法升到下一级别的年龄组训练，他在高中时选择在东京的成立学园高等学校，表现出色，受到很多日职球队球探的关注。
2008年从成立学园高中毕业加盟柏雷素尔。3月9日在日职联赛第1轮和磐田喜悦的比赛中出场，上演职业生涯的处子秀。
据日本媒体报道，现效力于日职联赛柏雷素尔的中场球员大津祐树已前往德国，接受德甲球队门兴格拉德巴赫的体检。
大津祐树在2011年夏天以40万欧元的价格从柏雷素尔转会德甲球队门兴格拉德巴赫，签约三年。
2011年10月22日，他在门兴格拉德巴赫客场0比1不敌霍芬海姆的联赛中替补迈克·汉克出场，第一次在德甲联赛亮相。
大津祐树出战三场德甲联赛一场德国杯比赛，表现机会并不多。 
效力于德甲门兴格拉德巴赫的日本国脚大津祐树正式转会加盟荷甲芬洛，门兴格拉德巴赫并没有透露具体转会金额。
2013-2014赛季在荷乙出场20场进4球，去年12月出现跟腱断裂的重伤。荷乙的芬洛官方宣布与中场大津祐树续约1年。
荷乙的芬洛因财政问题将极有可能在明年1月放走中场大津祐树。据当地报纸ELF足球报报导大津祐树不仅占据外援名额，还拿着高薪，因此最有可能离队。同时该报纸还指出有日本的球队希望引进大津祐树。
柏雷素尔官方宣布荷乙芬洛的中场大津祐树正式加盟，转会费未公布。
刚刚加入到横滨水手的队员大津祐树在训练中受伤，被诊断为左膝内侧侧副靭帯损伤，预计恢复时间为4至6周，这意味着他很有可能将缺席与大阪樱花与老东家柏雷素尔的前两轮联赛的比赛。 
2017赛季结束后转会至横滨水手。日职俱乐部横滨水手今日与FW大津祐树完成了契约更新的工作，使他在下赛季继续留在队中，为俱乐部效力。
横滨水手1月15日宣布，球队前锋大津祐树转会至磐田喜悦。

## 國家隊生涯
2012年7月2日，大津祐樹入选日本23歲以下足球代表队参加2012年伦敦奥运会。7月26日，在2012年伦敦奥运会小组赛第一轮日本对西班牙的比赛上半场33分钟时，大津祐树接队友扇原贵宏发出的角球破门，帮助日本最终以1比0的比分战胜对手。之后他又在八强战和半决赛分别对阵埃及和墨西哥的比赛中有进球，最终帮助日本获得第四名。
曾代表日本国家队参加世界杯亚洲区预选赛和多场友谊赛，还代表过日本U23参加了多场友谊赛。

## 個人生活
大津祐树在2018年元旦与朝日电视台的播音员久富庆子结婚。

## 外部連結
- 日本職業足球聯賽中的大津祐樹 （日語）
- 大津祐樹的X（前Twitter）
- 大津祐樹的Instagram帳戶
- 大津祐樹的Facebook專頁
- 大津祐樹 オフィシャルブログ Powered by Ameba（页面存档备份，存于）（2012年6月30日 - ）